# Centrodora giraulti
Centrodora giraulti är en stekelart som beskrevs av Hayat 1987. Centrodora giraulti ingår i släktet Centrodora och familjen växtlussteklar. Inga underarter finns listade.